# Auguste Adrien Edmond de Goddes de Varennes
Pour les autres membres de la famille, voir Famille de Goddes de Varennes.
Auguste Adrien Edmond de Goddes de Varennes né le 24 mars 1801 à Coulommiers et mort le 16 février 1864 dans la même ville est un peintre, écrivain et homme politique français.

## Biographie
Auguste Adrien Edmond de Goddes de Varennes est le petit-fils d'Auguste-Claude-François de Goddes de Varennes (1715-1782), le fils d'Eugène de Goddes de Varennes (1757-1832), capitaine au régiment de dragons de Bauffremont, maire de la ville de Coulommiers, et d'Amélie Jeanne Quatresols de la Hante. Il épouse Anne Denise Henriette Ménager, fille d'Antoine-Jean-François Ménager et de Marguerite Desescoutes.
Il étudie à Paris au lycée Henri-IV et au lycée Charlemagne. Il devient attaché au cabinet du secrétaire de la Maison du roi, le vicomte de Senonnes. 
Élève de Dominique Vivant Denon, dont il reste l'ami, il expose au Salon de 1834 à 1857. 
Il est comme son père, maire de la ville de Coulommiers de 1835 à 1846 et conseiller d'arrondissement de 1833 à 1861. Une rue de Coulommiers, où il est inhumé, porte son nom.

## Distinctions
- Chevalier de la Légion d'honneur en 1837[1].

## Publications
- Tout est bien qui finit bien, vaudeville-proverbe en 3 tableaux, 1852.
- Simples fables, Janet, 1853.
- Pris au piège, roman, Librairie nouvelle, 1854.
- Contes d'automne Les Gages touchés, In memory of, Une idée de jeune fille, 1854.
- La Synagogue des Juifs, 1857.